# Antonina Reznikov
Antonina Reznikov (1982) es una deportista israelí que compitió en duatlón. Ganó una medalla de bronce en el Campeonato Mundial de Duatlón de Larga Distancia de 2018.

## Palmarés internacional
| Campeonato Mundial | Campeonato Mundial | Campeonato Mundial | Campeonato Mundial |
| Año                | Lugar              | Medalla            | Prueba             |
| ------------------ | ------------------ | ------------------ | ------------------ |
| 2018               | Zofingen ( Suiza)  | Medalla de bronce  | Individual         |